# Battaglia di Tsaritsyn (1774)
La battaglia di Tsaritsyn  (21 agosto 1774) fu combattuta, nell'ambito della rivolta di Pugacëv, fra l'esercito imperiale russo ed i ribelli guidati da Emel'jan Ivanovic Pugacëv. Lo scontro avvenne presso la città di Tsaritsyn, moderna Volgograd.

## La battaglia
Dalla primavera del 1774, Pugacëv venne costretto dalle recenti sconfitte subite a ritirarsi nell'area del Volga con l'esercito zarista capeggiato dal feldmaresciallo Suvorov che lo inseguiva. Il 6 agosto 1774, le truppe di Pugacëv presero la città di Saratov. Il comandante della città, Ivan Bosnyak, riuscì a fuggire dall'accerchiamento con 60 tra soldati e ufficiali e si ritirò nella città di Tsaritsyn. L'11 agosto, Pugacëv occupò Kamyshin ed entrò nel territorio del distretto di Tsaritsyn. Il 16 agosto, vicino al villaggio di Balykleyskaya, Pugacëv sconfisse le truppe governative che si stavano avvicinando alle sue posizioni. Il 17 agosto Pugacëv entrò a Dubovka dove si rifornì di ulteriori uomini. Le autorità di Tsaritsyn iniziano i preparativi per la difesa della fortezza.
Il generale Michel'son ottenne il compito di sopprimere i rivoltosi e in tale senso agì il 21 agosto 1774 presso Tsaritsyn, pur essendo in forze alla metà di quelle del nemico. Dopo la battaglia, la ribellione collassò in breve tempo. Pugacëv riuscì a fuggire, ma venne catturato il 14 settembre e giustiziato il 10 gennaio dell'anno successivo.